# Believe (album d'Orianthi)
Pour les articles homonymes, voir Believe.
Albums de Orianthi Panagaris
Violet Journey
(2007)
Singles
Believe est le second album en studio de la guitariste australienne Orianthi et le début de l'album a été enregistré dans un grand label. L'album est sorti le 26 octobre 2009 aux États-Unis sous le label de Geffen Records. La sortie de l'album a été repoussée par les producteurs pour qu'il sorte en même temps de la compilation This is it de Michael Jackson, en raison de la publicité générée par son apparition dans le film sur le concert du même nom. L'album atteint la place 77 au Billboard 200. La chanson Believe, à partir de laquelle l'album est intitulé, est une reprise de la chanson de Niels Brinck Believe Again, surtout connue pour l'entrée du Danemark pour le Concours Eurovision de la chanson 2009. Guitariste virtuose, Steve Vai apparaît dessus et a coécrit la chanson "Highly Strung". "Suffocated", une reprise d'une chanson du groupe américain Sound the Alarm, apparaît sur la BO du jeu musical Guitar Hero: Warriors of Rock.
L'album a été réédité le 8 juin 2010, il comprend quatre nouvelles chansons dont le deuxième single de l'album, "Shut Up and Kiss Me".

## Liste des chansons
Toutes les chansons ont été produites par Howard Benson, sauf la piste 17.
| No  | Titre                                                         | Durée |
| --- | ------------------------------------------------------------- | ----- |
| 1.  | According to You                                              | 3:20  |
| 2.  | Suffocated (par le groupe Sound The Alarm)                    | 3:03  |
| 3.  | Bad News                                                      | 3:10  |
| 4.  | Believe (reprise de la chanson Believe Again de Niels Brinck) | 3:40  |
| 5.  | Feels Like Home                                               | 4:16  |
| 6.  | Think Like a Man                                              | 3:36  |
| 7.  | What's It Gonna Be                                            | 2:49  |
| 8.  | Untogether                                                    | 3:53  |
| 9.  | Drive Away                                                    | 4:17  |
| 10. | Highly Strung (avec Steve Vai)                                | 4:08  |
| 11. | God Only Knows                                                | 3:55  |

Pistes Bonus
| No  | Titre                                                         | Durée |
| --- | ------------------------------------------------------------- | ----- |
| 12. | Find It (Piste Bonus Japon/Itunes)                            | 4:06  |
| 13. | Don't Tell Me That It's Over (Piste Bonus Japon/Corée du Sud) | 3:31  |

### Piste Bonus de l'album "Believe II"
Les pistes de Believe II sont respectivement répertoriés sous les pistes 2, 3, 8, 12, 13 et 14. Les pistes 13, 14 et 15 sont inclus dans la version japonaise deBelieve (II).
| No  | Titre                                  | Durée |
| --- | -------------------------------------- | ----- |
| 14. | Shut Up and Kiss Me                    | 3:16  |
| 15. | Courage (avec Lacey du groupe Flyleaf) | 3:39  |
| 16. | Missing You                            | 3:42  |
| 17. | Addicted to Love                       | 3:42  |
| 18. | Sunshine of Your Love                  | 4:00  |
| 19. | According to You                       | 3:40  |
| 20. | Sunshine of Your Love                  | 4:00  |

### Liste des pistes du Royaume-Uni
| No  | Titre                        | Durée |
| --- | ---------------------------- | ----- |
| 1.  | According to You             |       |
| 2.  | Shut up & Kiss Me            |       |
| 3.  | Courage                      |       |
| 4.  | Bad News                     |       |
| 5.  | Feels Like Home              |       |
| 6.  | Think Like a Man             |       |
| 7.  | What's It Gonna Be           |       |
| 8.  | Missing You                  |       |
| 9.  | Suffocated                   |       |
| 10. | Highly Strung                |       |
| 11. | Believe                      |       |
| 12. | Addicted To Love             |       |
| 13. | Sunshine Of Your Love        |       |
| 14. | Find It (iTunes bonus track) |       |

## Singles
"According to You" est le premier single de l'album. Le clip pour le single a été réalisé par Marc Klasfeld. La chanson devient un hit à la radio et un succès commercial dans son pays d'origine, l'Australie, en atteignant la huitième place sur les chartes ARIA. La chanson gagne rapidement en popularité aux États-Unis, jusqu'à la dix-septième place sur le Hot 100 et la seconde place sur American Top 40.

## Personnel
- Keith Armstrong – assistant-mixage
- Chapman Baehler – photographe
- Kim Ballard – claviers, programmation
- Howard Benson – claviers, programmation, production
- Paul Bushnell – basse
- Chris Chaney – basse
- Brian Chiusano – guitare
- Paul De Carli – digital editing
- Jimmy Fahey – ingénieur assistant
- Ron Fair – producteur exécutif, A&R
- Cliff Feiman – production superviseur
- Josh Freese – tambours
- Simon Fuller – producteur exécutif, A&R, management
- Tal Herzberg – basse, ingénieur, producteur exécutif, A&R
- Buffy Hubelbank – A&R
- Hatsukazu "Hatch" Inagaki – ingénieur
- Ted Jensen – maîtrise
- Nik Karpen – assistant mixage
- Chris Lord-Alge – mixing
- Stirling McIlwaine – producteur exécutif, A&R, management
- Keki Mingus – directeur créatif
- Jon Nicholson – technicien tambours
- Orianthi – guitare, voix
- Mike Plotnikoff – ingénieur
- Michito Sánchez – percussion
- Andrew Schubert – mixage
- Ryan Shanahan – ingénieur assistant
- Brad Townsend – mixage
- Steve Vai – guitare
- Marc VanGool – guitare, technicien guitare
- Phil X. – guitare
- Frank Zummo – tambours